# Concours du jeune footballeur tunisien
Le concours du jeune footballeur tunisien est une épreuve destinée à découvrir les jeunes talents du football tunisien et à les encourager à progresser.
Introduit en 1935, il comprend généralement des épreuves pour les juniors et d'autres pour les cadets. Avant 1956, le lauréat, et parfois son dauphin, participent à la finale de la France et de ses colonies, à Paris. Organisé assez régulièrement jusqu'en 1972, il est interrompu jusqu'en 1980 avant de disparaître en 1993.
Le concours consiste en une série d'épreuves jugées par des entraîneurs confirmés. 

## Vainqueurs

### Concours juniors
- 1934 : Mardochée Nizard (Stade gaulois)
- 1935 : Ouardi Berbeche (Stade gaulois)
- 1936 : Philippe Lucca[1] (Stade gaulois)
- 1937 : Pierre Tirard[2] (Jeunesse sportive d'avant-garde)
- 1938 : Pierre Tirard[2] (Jeunesse sportive d'avant-garde)
- 1939 : Marcel Lanfranchi (Racing Club de Tunis)
- 1942 : Roger Marc (Association sportive française)
- 1945 : Dominique Livio (Jeanne d'Arc d'avant-garde)
- 1946 : Moncef Kchouk (Espérance sportive de Tunis)
- 1947 : Mustapha Ben Yahia (Stade populaire)
- 1948 : Abdelaziz Berrabah (Stade populaire)
- 1949 : Ali Bejaoui (Espérance sportive de Tunis)
- 1950 : Hassen Boukhatem (Stade populaire)
- 1951 : Hammadi Henia (Club sportif de Hammam Lif)
- 1953 : Sauveur Fedriani (Union sportive de l'Arsenal de Ferryville)[3]
- 1954 : Michel Norbert (Union sportive de l'Arsenal de Ferryville)
- 1955 : Amor Kerrit (Club africain)
- 1957 : Hatem Ghariani (Association sportive de l'Ariana)
- 1958 : Khalil Laâjimi (Union sportive musulmane olympique)
- 1959 : Ammar Merrichkou (Avenir sportif de La Marsa)[4]
- 1960 : Belhassen Zaghouani (Avenir sportif de La Marsa)
- 1961 : Mouldi Mezghouni (Avenir sportif de La Marsa)
- 1962 : Ali Selmi (Avenir sportif de La Marsa)[5],[6]
- 1963 : Tahar Gabsi Anniba (Avenir sportif de La Marsa)[7]
- 1964 : Ali Babbou (Espérance sportive de Tunis)[8]
- 1965 : Rachid Trabelsi (Stade tunisien)[9]
- 1966 : Mohamed Oukayl Jaïet (Avenir sportif de La Marsa)
- 1968 : Ezzedine Belhassine (Club africain)
- 1969 : Abdelkrim Bouchoucha (Espérance sportive de Tunis) et Abdelhak Zarrouk (Association sportive de l'Ariana)
- 1970 : Mohamed Zouari (Club sportif sfaxien)[10]
- 1971 : Mohamed Ali Klibi (Association sportive militaire de Tunis)[11]
- 1972 : Amor Jebali (Avenir sportif de La Marsa)[12]
- 1980 : Hichem Chelbi (Étoile sportive du Sahel)
- 1981 : Néjib Brigui (Étoile sportive du Sahel)
- 1983 : Mondher Koubâa (Sfax railway sport)
- 1984 : Mohamed Azaïez (Club sportif de Hammam Lif)
- 1985 : Sofian Chebbi (Sfax railway sport)
- 1986 : Mohamed Zouari (Sfax railway sport)
- 1987 : Tarek B. Chaâban (Avenir sportif de La Marsa)
- 1988 : Walid Haidri  (Avenir sportif de La Marsa)
- 1991 : Sayed Zayane (Étoile sportive du Sahel)
- 1992 : Wissem Moussa (Espoir sportif de Hammam Sousse)
- 1993 : Samir Chater (Club africain)